# Cadwgan ap Meurig
Pour les articles homonymes, voir Cadwgan.
Cadwgan ap Meurig (vers 1045 – 1074) est un prince médiéval gallois qui règne sur les petits royaumes régionaux de Gwent (1045-1055) et de Morgannwg (1063-1074), lors d'une période troublées de conflits dynastiques et d'interventions des Normands dans le pays de Galles.

## Biographie
Cadwgan est le fils de Meurig ap Hywel alors qu'il n'est âgé que d'une vingtaine d'années, il est nommé souverain du Gwent par son père vers 1045 lorsqu'il s'empare de ce royaume en tuant Edwyn ap Gwriad. Ils sont chassés du sud du pays de Galles par Gruffydd ap Llywelyn vers 1055. Après la mort de ce dernier en 1063 Cadwgan récupère le Morgannvg pendant que Caradog ap Gruffydd, maintient ses prétentions sur le Gwent. Malgré la pression exercée par Harold Godwinson sur les gallois, Cadwgan réussit à se maintenir jusqu'à l'intervention des Normands dans la région.
Le chroniqueur Orderic Vital relève dans son Historia Ecclesiastica qu'un roi gallois qu'il nomme « Caducan » subit une défait lors d'un combat contre Guillaume Fitz Osbern, 1er comte d'Hereford, cette bataille intervient vers l'année 1070. À la suite de cet événement les Normands établissent leur domination dans le Gwent et Cadwgan est déposé par l'un de ses sujets nommé Caradog ap Gruffydd, fils d'un souverain précédent le roi Gruffydd ap Rhydderch. Cadwgan a-t-il été tué ou simplement expulsé sa fin demeure incertaine.

## Sources
- (en) Cet article est partiellement ou en totalité issu de l’article de Wikipédia en anglais intitulé « Cadwgan ap Meurig » (voir la liste des auteurs).
- (en) Mike Ashley British Kings & Queens  Robinson (Londres 1998)  (ISBN 1-84119-096-9) « Wales (1) -Gwent and Glywysing »: généalogies p. 122.
- (en) Timothy Venning The Kings & Queens of Wales Amberley Publishing, Stroud 2013  (ISBN 9781445615776) chapitre 6 « Rulers of the Silures/Morgannwg (Glamorgan) » p. 168-169.